# بلدة كونواي (ميشيغان)
كونواي (بالإنجليزية: Conway Township, Michigan)‏ هي بلدة تقع بولاية ميشيغان في الولايات المتحدة. تبلغ مساحتها 97.9 (كم²)، وترتفع عن سطح البحر 274 م، بلغ عدد سكانها 3546 نسمة في عام تعداد الولايات المتحدة 2010 حسب إحصاء مكتب تعداد الولايات المتحدة وتصل الكثافة السكانية فيها 36.2 نسمة/كم2.

## وصلات خارجية
- http://www.conwaytownship.com/
- The US50 - Cities and Towns in Michigan State
- Michigan Cities and Towns, Facts, Map, Flag, Colleges, Government, and More